# Fernando Alexandre
Fernando José Ribeiro Alexandre (Lourinhã, 2 agosto 1985) è un ex calciatore portoghese, di ruolo centrocampista.

## Carriera

### Club
Ha giocato nella massima serie portoghese.